# Coven Fan Club Exclusive Interview
Coven Fan Club Exclusive Interview – drugi singel grupy King Diamond, będący w rzeczywistości wywiadem przeprowadzonym z muzykami przez Ole Banga na potrzeby klubu Coven Worldwide.

## Lista utworów
1. Interview